# Reinhard Erbe
Reinhard Erbe (* 1885; † 1946) war ein deutscher Lokalpolitiker. Er war Oberbürgermeister der Stadt Greiz in Thüringen.

## Leben
Reinhard lebte mit seiner Familie zunächst in der Stadt Eisenberg (Thüringen), wo 1913 die Tochter Charlotte geboren wurde. Er hatte nach dem Universitätsbesuch promoviert. Mit seiner Familie zog er in der 1. Hälfte der 1920er Jahre nach Greiz, wo er 1922 zum Oberbürgermeister der Stadt und des neugebildeten Stadtkreises Greiz gewählt wurde und sich auf dem Reißberg ein Wohnhaus errichten ließ. Gemeinsam mit dem Greizer Papierfabrikbesitzer Felix Günther ist ihm die Neueröffnung des Reußischen Heimatmuseums im früheren Residenzschloss der Reußen in Greiz am 12. Oktober 1929 zu verdanken. Reinhard Erbe blieb auch nach der Machtergreifung der Nationalsozialisten 1933 im Amt des Oberbürgermeisters. 1945 wurde er abgelöst. Er war Mitglied verschiedener Vorstände und Aufsichtsräte u. a. des in Greiz ansässigen Theaters.